# Vladimíra Marcinková
Vladimíra Marcinková, rozená Ledecká (* 17. srpna 1991 Levoča), je slovenská politička, od roku 2020 poslankyně Národní rady SR.

## Osobní život
Narodila se v srpnu 1991 v Levoči, vyrůstala v Spišském Hrhově, později se přestěhovala do Bratislavy. Jejím otcem je bývalý státní tajemník a starosta Spišského Hrhova Vladimír Ledecký. V roce 2019 absolvovala studium práva na Univerzitě Pavla Jozefa Šafárika v Košicích.
V roce 2019 se vdala za hokejistu Tomáše Marcinka. Mají spolu dvě děti, dceru Linu (* 2020) a syna Leona (* 2023).

## Politické působení
Před prezidentskými volbami v roce 2014 působila v dobrovolnickém týmu Andreje Kisky. Po jeho zvolení působila jako vedoucí odboru regionální politiky. V roce 2019 stála u zrodu politické strany Za ľudí a na jejím ustavujícím sněmu v září 2019 byla zvolena členkou předsednictva strany. V parlamentních volbách v roce 2020 kandidovala na 11. místě kandidátní listiny strany na funkci poslankyně Národní rady. Získala 15 567 preferenčních hlasů a byla zvolena poslankyní. Stala se místopředsedkyní výboru pro lidská práva a národnostní menšiny a v květnu 2021 se stala předsedkyní výboru Národní rady pro evropské záležitosti.
V září 2021 vystoupila spolu s Máriou Kolíkovou ze strany Za ľudí a začala spolupracovat se stranou Sloboda a Solidarita (nestala se však členkou strany). V parlamentních volbách v roce 2023 kandidovala na 5. místě kandidátní listiny SaS, získala 46 095 hlasů a obhájila tak mandát poslankyně. V evropských volbách v roce 2024 kandidovala na 3. místě kandidátní listiny SaS (za Richardem Sulíkem a Eugenem Jurzycou), ale nebyla zvolena. Strana totiž získala 4,92 % hlasů a tedy žádný mandát.
Zastává liberální názory, podporuje práva LGBT osob, odmítá zpřísnění zákona o interrupcích, tvrdě odsuzuje ruskou invazi na Ukrajinu a v květnu 2021 se postavila proti zatčení běloruského novináře Ramana Prataseviče. V březnu 2021 navrhovala vyhlásit stav klimatické nouze.
V roce 2019 ji časopis Forbes zařadil do žebříčku 30pod30.